# Melambrotus pseudosimia
Melambrotus pseudosimia är en insektsart som beskrevs av Kimmins in Tjeder 1992. Melambrotus pseudosimia ingår i släktet Melambrotus och familjen fjärilsländor. Inga underarter finns listade i Catalogue of Life.